# Первомайск (Могилёвская область)
Первома́йск (бел. Первамайск) — деревня в составе Первомайского сельсовета Дрибинского района Могилёвской области Республики Беларусь.

## История
Упоминается в 1729 году как деревня Господы в составе Бардиловского войтовства Могилевской экономии в Оршанском повете ВКЛ.

## Население
- 1999 год — 66 человек
- 2010 год — 33 человека